# منتون، ویکتوریا
منتون (به انگلیسی: Mentone) یک منطقهٔ مسکونی در استرالیا است که در ویکتوریا (استرالیا) واقع شده‌است.